# Josef August Schultes
Josef (Jozef) Augustus Schultes (Wenen, 15 april 1773 - Landshut, 21 april 1831) was een Oostenrijks medicus, natuurwetenschapper, botanicus en schrijver van reisverhalen. Hij was tevens hofraad (Hofrat) en directeur van de "chirurgische school" in Landshut. Zijn zoon Julius Hermann Schultes (1804-1840) was eveneens botanicus.

## Levensloop
Schultes was hoogleraar in Wenen, Krakau en Innsbruck. Vanaf 1809 doceerde hij als hoogleraar natuurlijke historie en plantkunde aan de Universität Landshut. Toen koning Lodewijk I van Beieren de universiteit in 1826 naar München haalde, bleef Schultes in Landshut als directeur van de chirurgische school. Naast zijn wetenschappelijke werk schreef hij uitgebreide reisverslagen.
Schultes was lid van talrijke genootschappen. Zo werd hij in 1821 verkozen tot buitenlands lid van de Koninklijke Zweedse Academie van Wetenschappen.
Samen met Johann Jakob Roemer (1763-1819) publiceerde hij de 16e uitgave van Systema vegetabilium, oorspronkelijk van Linnaeus. Het plantengeslacht Schultesia Mart. werd naar hem vernoemd.

### Duikhelm
Schultes hield zich eind 18e eeuw onder meer bezig met de eigenschappen van zuurstof en de berekening van de hoeveelheid lucht die de mens verbruikt. In 1792 vond hij een open duikhelm uit waarbij samengeperste zuurstof voor de ademhaling moest zorgen. Hij was ervan overtuigd hiermee een belangrijke vondst te hebben gedaan maar kon het apparaat door technische moeilijkheden zelf niet in Wenen bouwen. Ook een buitenlandse vriend aan wie hij zijn idee toevertrouwde, bood hem niet de hulp die hij zocht.
Enkele jaren later werden in Engeland en Frankrijk twee bouwtechnisch vergelijkbare duikapparaten gepresenteerd, die naar Schultes overtuiging op zijn idee waren geïnspireerd. Voor Schultes, die inmiddels in Landshut woonde, begon daarmee een strijd om het privilege op zijn uitvinding die tot zijn dood zou voortduren.

## Werken
- Oestreichs Flora (1794)
- Reisen durch Oberösterreich in den Jahren 1794, 1795, 1802, 1803, 1804 und 1808 (1809)
- Ausflüge nach dem Schneeberg (1802)
- Baierns Flora (1811)
- Grundriß einer Geschichte und Literatur der Botanik (1817)
- Observationes botanicae ... (1809)
- Reise auf den Glockner (1824)
- Mantissa ... systematis vegetabilium Caroli a Linné ... (deel 1-2, 1822-1824)
- Mantissa ... systematis vegetabilium Caroli a Linné ... (deel 3, samen met zijn zoon Julius Hermann Schultes, 1827)